# Święty Hospicjusz
Hospicjusz, pustelnik spod Nicei, również Święty Hospicjusz lub z fr. Święty Sospis (ur. w Egipcie, zm. ok. 581 na płw. Cap Ferrat k. Nicei lub San-Sospis k. Villefranche-sur-Mer) – egipski zakonnik i frankoński pustelnik żyjący w czasach panowania Chilperyka (561–584), święty Kościoła katolickiego.
Hospicjusz wycofał się z życia społecznego i został rekluzem. Schronił się do zrujnowanej wieży na półwyspie Cap Ferrat (położonym pomiędzy Niceą a Monako) lub San-Sospis. Przewidział najazd Longobardów na Franków.
Informacje te przekazał historykowi Franków, św. Grzegorzowi z Tours, biskup Cimiez (obecnie diecezja Nicei) Austradiusz, który przewodniczył pogrzebowi pustelnika.
Niewielka kość z ręki św. Hospicjusza znajduje się w katedrze świętych: Marii i Reparaty w Nicei (fr. Basilique-Cathédrale Sainte-Marie et Sainte-Réparate de Nice). Relikwie znajdują się również w  Villefranche, La Turbie i San-Sospis.
Wspomnienie liturgiczne obchodzono początkowo 15 października, obecnie 21 maja, co prawdopodobnie związane jest z translacją relikwii.